# Istanbulski metro
Istanbulski metro (tur. İstanbul metrosu) sustav je masovnog javnog prijevoza u Istanbulu, u Turskoj. Gradnja je započela 1992. godine, a radovi su još uvijek u tijeku.

## Povijest
Najstarija gradska podzemna željeznica u Istanbulu otvorena je 17. siječnja 1875. godine i nosila je ime „Tünel“. Bio je to drugi po redu sustav podzemne željeznice u svijetu, nakon londonskog metroa koji je otvoren 1863. Kasnije je izgrađen Istanbul LRT, sustav lake gradske željeznice za prijevoz putnika, te je otvoren 3. rujna 1989. godine. Ukupna duljina iznosila je 32 km, od kojih je 10,4 km pruge prolazilo pod zemljom, a sustav je imao 36 postaja te se još uvijek koristi.
Prvi planovi o izgradnji pravog metro sustava u Istanbulu datiraju od 10. siječnja 1912. godine, a bili su povjereni francuskom inženjeru L. Guerbyju. Tijekom vremena događale su se promjene planova, tako je prva zamisao bila linija koja bi preko Zlatnog roga povezivala četvrti Topkapı i Şişli. Godine 1936. ponovno Francuz, planer po prezimenu Prost, predložio je metro sustav između četvrti Taksim i Beyazıt. Zatim, petnaest godina kasnije, 1951. nizozemska tvrtka Nedeco napravila je sličan prijedlog, ali s malim preinakama. Kasnije je bilo još raznih promjena planova i novih prijedloga, ali nijedan od njih nije zaživio.
Planiranje gradnje ponovno je započelo 1987. Gradnja metroa započela je 11. rujna 1992. godine, a korištena je metoda „cut-and-cover“. Prilikom radova velike poteškoće i zastoje stvarale su arheološke iskopine. Prva linija, zvana i „M 2“ građena je postupno i postupno je puštana u promet. Prvi dio otvoren je 16. rujna 2000. godine, a povezivao je Taksim i 4. Levent. Veći dio linije pušten je u promet do kraja 2010. godine.

## Osnovne informacije
Cjelokupan sustav javnog prijevoza u Istanbulu je vrlo složen i razgranat. Gradnja metro sustava još je u punom zamahu, te je u biti do sada (kraj 2012. godine) u funkciju pušten samo manji dio cijelog projekta.
Što se tiče same izgradnje, sve postaje metroa koje su do sada puštene u promet smještene su pod zemljom te su otočnog oblika. Istanbulski metro krajem 2012. godine ima ukupno 111 postaja te još 100 u izgradnji. Ukupno su 4 linije, po dvije na svakoj strani, europskoj i azijskoj. Postaja Şişli na europskoj strani grada najdublja je, nalazi se 28 m ispod zemlje. Zbog činjenice da grad leži na trusnom području, metro je građen tako da može izdržati udar potresa od 9 stupnjeva prema Richeterovoj ljestvici.

## Budućnost
Metro je još uvijek u punom razvoju, a kruna projekta je tunel zvan „Marmaray“ zamišljen je tako da prolazi ispod mora te povezuje linije iz europskog i azijskog dijela grada. Dug je 13,6 km, a svečano je otvoren 29. listopada 2013. godine. Dovršen istanbulski metro trebao bi imati ukupnu duljinu tračnica od oko 100 km, s tendencijom daljnjeg razvoja.

## M1
M1A & M1B
- Yenikapı: (M2) (T6) (B1) (İDO)
- Aksaray: (T1)
- Emniyet - Fatih
- Topkapı - Ulubatlı: (T4)
- Bayrampaşa - Maltepe
- Sağmalcılar
- Kocatepe
- Otogar / Coach Station

M1A:
- Terazidere
- Davutpaşa - YTÜ
- Merter: (Metrobüs)
- Zeytinburnu: (T1) (Metrobüs)
- Bakırköy - İncirli: (M3) (Metrobüs)
- Bahçelievler: (Metrobüs)
- Ataköy - Şirinevler: (Metrobüs)
- Yenibosna: (M9) (Metrobüs)
- DTM - İstanbul Fuar Merkezi / Expo Center
- Atatürk Havalimanı / Airport

M1B:
- Esenler
- Menderes
- Üçyüzlü
- Bağcılar Meydan: (T1)
- Kirazlı: (M3)
- Barbaros
- Malazgirt
- Mimar Sinan: (M9)
- Fatih
- Halkalı - Üniversite
- Mehmet Akif Ersoy
- Yenidoğan
- Bezirganbahçe
- Halkalı: (M11) (B1) (B2) (YHT)

## M2
- Yenikapı: (İDO) (M1A) (M1B) (T6) (B1)
- Vezneciler - İstanbul Üniversitesi: (T1)
- Haliç / Golden Horn: (T5)
- Şişhane - Zemin İstanbul: (F2) (T2)
- Taksim: (F1) (T2)
- Osmanbey
- Şişli - Mecidiyeköy: (M7) (Metrobüs)
- Gayrettepe: (M11) (Metrobüs)
- Levent: (M6)
- 4.Levent
- Sanayi Mahallesi,
- İTÜ - Ayazağa
- Atatürk Oto Sanayi
- Darüşşafaka
- Hacıosman

Sanayi Mahallesi:
- Seyrantepe: (F3)
- Hamidiye
- İski Arıtma
- Çobançeşme
- Alibeyköy Cep otogarı: (T5)

## M3
- Bakırköy İdo: (İDO)
- Özgürlük Meydanı: (B1) (YHT)
- Bakırköy - İncirli: (M1A) (Metrobüs)
- Haznedar
- İlkyuva
- Yıldıztepe
- Molla Gürani
- Kirazlı: (M1B)
- Yeni Mahalle
- Mahmutbey: (M7)
- İstoç
- İkitelli Sanayi: (M9)
- Turgut Özal
- Siteler
- Başak Konutları
- MetroKent / Başakşehir
- Onurkent
- Şehir Hastanesi
- Kayaşehir 15. Bölge
- Kayaşehir Merkez: (M11)

## M4
M4A & M4B
- Kadıköy: (T3) (İDO)
- Ayrılık Çeşmesi: (B1)
- Acıbadem
- Ünalan: (M13) (Metrobüs)
- Göztepe
- Yenisahra: (M12)
- Kozyatağı: (M8)
- Bostancı
- Küçükyalı
- Maltepe
- Huzurevi
- Gülsuyu
- Esenkent
- Hastane - Adliye
- Soğanlık
- Kartal
- Yakacık - Adnan Kahveci
- Pendik
- Tavşantepe

M4A:
- Fevzi Çakmak - Hastane: (M10)
- Yayalar - Şeyhli: (M10)
- Kurtköy: (M10)
- Sabiha Gökçen Havalimanı: (M10)
- Teknopark: (M10)
- Yenişehir: (M10)
- Kurtköy YHT/ViaPort: (M10)

M4B:
- Kaynarca Merkez: (M10)
- Çamçeşme
- Kavakpınar
- Esenyalı
- Aydıntepe
- İçmeler / Tuzla Belediyesi: (B1)
- Değirmenaltı
- Tuzla

## M5
- Üsküdar: (B1)
- Fıstıkağacı
- Bağlarbaşı
- Altunizade: (M14) (Metrobüs)
- Kısıklı
- Bulgurlu
- Ümraniye
- Çarşı: (M12)
- Yamanevler
- Çakmak
- Ihlamurkuyu
- Altınşehir
- İmam Hatip
- Dudullu: (M8)
- Necip Fazıl
- Çekmeköy
- Meclis
- Sarıgazi: (M13)
- Sancaktepe Şehir Hastanesi
- Sancaktepe
- Samandıra Merkez
- Veysel Karani
- Hasanpaşa
- Sultanbeyli
- Gölet
- Akşemsettin
- Fuar Alanı
- Kurtköy YHT/ViaPort: (M4) (M10)

## M6
- Levent: (M2)
- Nispetiye
- Etiler
- Boğaziçi Üniversitesi: (F4)

## M7
- Kabataş: (İDO) (T1) (F1)
- Beşiktaş
- Yıldız
- Fulya - Darphane
- Mecidiyeköy: (M2) (Metrobüs)
- Çağlayan
- Kâğıthane: (M11)
- Nurtepe
- Alibeyköy: (T5)
- Çırçır
- Veysel Karani - Akşemsettin
- Yeşilpınar
- Kâzım Karabekir
- Yenimahalle
- Karadeniz Mahallesi: (T4)
- Tekstilkent - Giyimkent
- Oruç Reis - Yüzyıl
- Göztepe Mahallesi
- Mahmutbey: (M3)
- Atatürk Mahallesi: (M9)
- Toplu Konutlar
- Tema Park: (M11)
- Hastane
- Tahtakale
- Ispartakule
- Bahçeşehir
- Esenkent
- Ardıçlı
- Esenyurt Meydanı
- Nazım Hikmet
- Esenyurt Belediye
- Firuzköy
- Saadetdere: (Metrobüs)

## M8
- Bostancı: (İDO) (B1) (YHT)
- Emin Ali Paşa
- Ayşekadın
- Kozyatağı: (M4A)
- Küçükbakkalköy
- İçerenköy
- Kayışdağı
- Mevlana
- İmes: (M13)
- Modoko - Keyap
- Dudullu: (M5)
- Huzur
- Parseller

## M9
- Ataköy: (B1)
- Yenibosna: (M1A) (Metrobüs)
- Çobançeşme - Kuyumcukent
- İhlas Yuva
- Doğu Sanayi
- Mimar Sinan: (M1B)
- 15 Temmuz
- Halkalı Caddesi
- Atatürk Mahallesi (M7)
- Bahariye
- Masko
- İkitelli Sanayi: (M3)
- Ziya Gökalp Mahallesi
- Olimpiyat: (M11)

## M10
- Pendik Merkez: (B1) (YHT)
- Kaynarca Merkez: (M4A)
- Fevzi Çakmak - Hastane: (M4A)
- Yayalar - Şeyhli: (M4A)
- Kurtköy: (M4A)
- Sabiha Gökçen Havalimanı: (M4A)
- Teknopark: (M4A)
- Yenişehir: (M4A)
- Kurtköy YHT/ViaPort: (M4A)

## M11
- Gayrettepe: (M2) (Metrobüs)
- Kâğıthane: (M7)
- Hasdal
- Kemerburgaz
- Göktürk
- İhsaniye
- Uydu Terminali
- İstanbul Havalimanı / Airport
- Kargo Terminali
- Taşoluk
- Arnavutköy
- Fenertepe
- Kayaşehir Merkez: (M3)
- Olimpiyat: (M9)
- Halkalı Stadı: (M7)
- Halkalı: (M1B) (B1) (B2) (YHT)

## M12
- 60. Yıl Parkı
- Tütüncü Mehmet Efendi: (B1)
- Sahrayıcedit
- Yenisahra: (M4A)
- Ataşehir
- Finans Merkezi
- Site: (M13)
- Atakent
- Çarşı: (M5)
- SBÜ Hastanesi
- Kâzım Karabekir: (M14)

## M13
- Yenidoğan
- Soğukpınar
- Cumhuriyet
- Aydınlar
- Sarıgazi: (M5)
- Emek
- Esenkent
- Dudullu OSB
- İMES: (M8)
- Şerifali
- Tatlısu
- Site: (M12)
- Esatpaşa
- Mobilyacılar Çarşısı
- Ünalan: (M4) (Metrobüs)
- Söğütlüçeşme: (B1) (YHT) (Metrobüs)

## M14
- Altunizade: (M5) (Metrobüs)
- Ferah Mahallesi
- Çamlıca Camii
- Bosna Bulvarı
- Yavuztürk Mahallesi
- Kâzım Karabekir: (M12)

## Vanjske poveznice
- Informacije o Tünelu
- Metro Karta  Arhivirana inačica izvorne stranice od 27. lipnja 2018. (Wayback Machine)
- Planovi za budući razvoj mreže (turski jezik)[neaktivna poveznica]